# Johann Friedrich von Herrmann
Johann Friedrich Herrmann, seit 1786 von Herrmann, (* 30. November 1739 in Nordhausen, Kreis Königsberg Nm.; † 9. Juni 1818 in Johannisburg) war ein preußischer Generalmajor und zuletzt Kommandant der Festung Pillau.

## Leben

### Herkunft
Seine Eltern waren der Förster Hans Herrmann (* 3. Juni 1689; † 1737) und dessen Ehefrau Sabine, geborene Piehlmann († 17. Juni 1751).

### Militärkarriere
Herrmann wurde Ingenieur, trat 1756 als Freiwilliger in die Preußische Armee ein und kam in das neumärkische Landbataillon. Während des Siebenjährigen Krieges wurde er bei der Verteidigung von Kolberg verwundet, kämpfte in den Schlachten bei Kolin, Leuthen, Hochkirch sowie den Belagerungen von Küstrin und Schweidnitz. In letzterer wurde Herrmann erneut verwundet. Auf Grund seiner Tapferkeit wurde er im Jahr 1761 Sekondeleutnant und General von Thadden nahm ihn als Adjutant.
Nach dem Krieg kam Herrmann am 2. Juni 1763 als Premierleutnant in das Infanterieregiment „von Rebentisch“. Dort avancierte er am 6. April 1772 zum Stabskapitän sowie am 30. Oktober 1776 zum Kapitän und Kompaniechef. Als solcher nahm er 1778/79 am Bayerischen Erbfolgekrieg teil. Am 3. Oktober 1785 wurde Herrmann Major und für seine Verdienste durch König Friedrich Wilhelm II. am 29. September 1786 in den Adelsstand erhoben. Am 23. Dezember 1790 wurde er zum Kommandeur des Grenadierbataillons „von Laurens“ ernannt. Am 20. Januar 1792 kam er dann als Kommandeur des Depotbataillons in das Infanterieregiment „Henckel von Donnersmarck“. Dort wurde Herrmann am 20. Mai 1802 Oberstleutnant und am 20. Mai 1805 Oberst. Er wurde im Vierten Koalitionskrieg nach Pillau versetzt und fungierte dort ab 12. Dezember 1806 zunächst als 2. Kommandant und ab 17. Dezember 1806 als Kommandant der Festung. Anschließend leitete er die Verteidigung von Pillau.
Bei der Neuorganisation der Armee musste er am 18. Dezember 1807 sein Bataillon und seine Kompanie abgeben. Dafür erhielt Herrmann in seiner Funktion als Festungskommandant ab dem 1. Januar 1808 ein Gehalt von 800 Talern. Am 23. November 1808 wurde ihm unter Verleihung des Charakters als Generalmajor mit einer Pension von 800 Talern seine Demission gewährt. Herrmann starb am 9. Juni 1818 in Johannisburg und wurde am 12. Juni 1818 in Heinrichshöfen beigesetzt.
In seiner Beurteilung aus dem Jahr 1804 durch den Generalleutnant Brünneck heißt es: Ist in seinem moralischen Betragen vollkommen gut, auch accurat und eifrig im Dienst, besitzt gründliche mathematische Kenntnisse, von welchen er im 7jährigen Kriege unter dem verstorbenen General Lieutenant von Thadden durch seine vielen Arbeiten Beweise gegeben hat. Ist ein diensteifriger Stabs Offizier, welcher sein Bataillon nicht allein gut führt, sondern solches allezeit in der besten Ordnung hält. Er leidet aber seit einiger Zeit sehr viele Schmerzen an seiner bei Schweidnitz erhaltenen Kopfwunde, wo er auch trepaniert worden, vermöge dieser und seiner Altersschwäche verliert er merklich sein Gedächtnis.

#### Belagerung von Pillau
Der General war bereits 78 Jahre alt, als er von Friedrich Wilhelm III. zum Kommandanten der Festung Pillau ernannt wurde. Er hatte auch seinen eigenen Sarg dabei. Als die französischen Truppen unter General St. Hilaire die Festung zur Kapitulation aufforderten, lehnte der damalige Oberst schroff ab. Er versammelte anschließend seine Leute um sich und den Sarg und hielt ein berühmt gewordene Rede: Kameraden, lebendig übergebe ich die Festung nicht: Hier ist mein Sarg. Wer mich überlebt, wird die Reste seines Befehlshabers, hoffe ich, darin einsenken. Hier vor Euer aller Augen erneuere ich den Schwur, den ich beim Beginn meiner militärischen Laufbahn meinem Monarchen und dem Staate geleistet. Wer ein braver Kerl ist, wiederhole ihn mit mir: Preußen oder Tod!.
Alle wiederholten den Schwur, und es gelang dem Oberst, die Festung bis zum Frieden von Tilsit zu halten, während viele andere kapitulierten. Dafür wurde er vom König zum Generalmajor ernannt.

### Familie
Herrmann heiratete am 4. November 1755 in Glambeck (Kreis Arnswalde) Johanna Charlotte Zoeger (* 1736; † 14. Dezember 1795). Das Paar hatte mehrere Kinder:
- Hans Ludwig (* 20. September 1764), Husaren-Regiment Nr. 7
- Karl Heinrich Eberhard (* 28. April 1768; † 7. März 1813), Infanterie-Regiment Nr. 2 ⚭ Freiin Auguste Amalie Schenk zu Tautenburg[2]
- Friedrich Wilhelm (* 1. Februar 1770)
- Friederike Amalie (* 7. August 1772)
- Jakob Friedrich Wilhelm (* 16. September 1776; † 11. Juli 1833), Oberstleutnant

⚭ 9. Oktober 1811 Albertine Henriette von Suchodoletz (* 10. März 1789; † 5. Februar 1824)
⚭ 5. November 1824 Eleonore Charlotte von Suchodoletz (* 26. Januar 1788; † 4. Juli 1842), sie war eine Schwester von Albertine
- Elisabeth Charlotte (* 16. September 1776; † 13. September 1859) ⚭ Karl Alexander Wilhelm (von) Prischer († 14. Februar 1815), Ingenieur-Hauptmann